# Uvariodendron connivens
Uvariodendron connivens är en kirimojaväxtart som först beskrevs av George Bentham, och fick sitt nu gällande namn av Robert Elias Fries. Uvariodendron connivens ingår i släktet Uvariodendron och familjen kirimojaväxter. IUCN kategoriserar arten globalt som nära hotad. Inga underarter finns listade i Catalogue of Life.